# Dezider Milly
Dezider Milly (Kyjov, 7 agosto 1906 – Bratislava, 1º settembre 1971) è stato un pittore e grafico slovacco di etnia rutena.

## Biografia
Nacque nella famiglia di un ecclesiastico. Studiò al seminario magistrale di Prešov e alla Scuola artistico-industriale di Praga sotto la guida dei professori Schusser e Hofbauer. Fu insegnante nei villaggi di Orlov, Plaveč e nel seminario magistrale di Prešov. Dal 1946 visse a Bratislava. Fu docente alla facoltà di pedagogia dell'Università Comenio di Bratislava, all'Università tecnica slovacca e dal 1949 fu professore all'Alta scuola di arti figurative, alla cattedra di pittura generale e paesaggistica. Dal 1952 fu rettore della stessa Alta scuola di arti figurative.
Nel 1971 lo Stato gli conferì il titolo di artista nazionale.
La sua produzione pittorica è raccolta nella Pinacoteca Dezider Milly di Svidník.

## Opere
- Krivý jarok ("La roggia storta")
- Pusté pole ("Campo incolto")
- Predjarie v Kyjove ("L'arrivo della primavera a Kyjov")
- Blúdiaca ("Vagabonda")
- Rusínska balada ("Ballata rutena")
- Na dedine ("Nel villaggio")
- Pastieri ("Pastori")
- Pred žatvou ("Prima della mietitura")